# Badagri
Badagri este un oraș din Nigeria. La recensământul din 2006 populația era de 241.093 de locuitori.